# Smirna
Smirna – wieś w Rumunii, w okręgu Jałomica, w gminie Grivița. W 2011 roku liczyła 1013 mieszkańców.